# 竹西寛子
竹西 寛子（たけにし ひろこ、1929年〈昭和4年〉4月11日 - ）は、日本の小説家、評論家。編集者の傍ら丹羽文雄主宰の「文学者」に参加。評論『往還の記』で注目され、次いで『儀式』で小説家としても認められた。古典文学に深い知識を持ち、古典文学を現代文学の問題として考える独自の視点が一貫している。16歳の時に広島で被爆し、その経験がのちの文学活動の根幹となった。随想・随筆も多い。日本芸術院会員。文化功労者。

## 来歴・人物
広島市皆実町（現・同市南区内）に生まれる。家は醸造業だった。広島市の広島済美小学校（広島偕行社付属済美学校）を経て、第二次世界大戦中の1942年、県立広島女子専門学校（現県立広島大学の前身校）に入学、戦争末期には学徒動員により軍需工場などでの勤労奉仕に従事した。1945年8月6日の原爆投下の際は、学徒動員先の工場をたまたま体調を崩して休み、爆心地から2.5kmの自宅に在宅していたために大きな被害を免れることができたが、多くの級友が被爆死し、この体験が後の文学活動の根本になっている。1952年早稲田大学第一文学部国文科を卒業、河出書房に勤務するが、1957年同社倒産により解雇、筑摩書房に入社し、文学全集等の編集に携わった。その傍らで評論を書き続け、1962年に退社し、執筆活動に専念。主な代表作に評論『往還の記 - 日本の古典に思う』、自身の被爆体験をテーマとする小説『管絃祭』などがあり、主要著作をまとめた『竹西寛子著作集』（全5巻・新潮社）や『竹西寛子随想集』（全3巻・岩波書店）がある。1994年芸術院会員に任命。

## 受賞歴
- 1964年に『往還の記 - 日本の古典に思う』で田村俊子賞
- 1964年に「儀式」で女流文学賞候補
- 1973年に『式子内親王・永福門院』で平林たい子賞
- 1976年に『鶴』で芸術選奨新人賞
- 1978年に『管絃祭』で女流文学賞
- 1981年に「兵隊宿」で川端康成文学賞
- 1986年に『山川登美子』で毎日芸術賞
- 1994年に日本芸術院賞
- 2001年に勲三等瑞宝章
- 2003年に『贈答のうた』で野間文芸賞
- 2012年に文化功労者

## 著書
⁂は小説
- 『往還の記 日本の古典に思う』筑摩書房 1964 のち中公文庫、岩波同時代ライブラリー
- 『源氏物語論』筑摩書房 1967
- 『儀式』新潮社 1969  のち中公文庫 ⁂
  - 収録作品「儀式」「ありてなければ」「幕」「途中下車」「遠吠え」
- 『道づれのない旅』新潮社 1970
- 『人と軌跡 9人の女性に聴く』中央公論社 1970 のち文庫
- 『式子内親王・永福門院』(日本詩人選) 筑摩書房 1972  のち講談社文芸文庫
- 『紀貫之 土佐日記 日本の旅人』淡交社 1974
- 『ものに逢える日』新潮社 1974
- 『古典日記』中央公論社 1975 のち文庫
- 『鶴』新潮社 1975  のち中公文庫 ⁂
  - 収録作品「去年の梅」「鮎の川」「鞍馬の一夜」「霊烏」「鶴」「神馬」「王朝詞華集日記」「仮りの宿」「侍従の恋」
- 『現代の文章』筑摩書房 1976
- 『青葉の時へ』新潮社 1977
- 『管絃祭』新潮社 1978　のち中公文庫、講談社文芸文庫 ⁂
- 『月次抄』青土社 1978
- 『歌の王朝』読売新聞社 読売選書　1979
- 『愛するという言葉』新潮社 1980
- 『空に立つ波 古今和歌集』平凡社名作文庫 1980「古今集の世界へ」朝日選書
- 『古語に聞く』講談社 1981　のちちくま文庫
- 『落伍者の行方』青土社 1981
- 『春』新潮社 1982⁂
- 『兵隊宿』講談社 1982 のち文芸文庫 ⁂
  - 収録作品「少年の島」「流線的」「緋鯉」「虚無僧」「先生の本」「兵隊宿」「洋館の人達」「蘭」「猫車」
- 『私の平安文学』福武書店 1982
- 『ひとつとや』正続 毎日新聞社 1983-84 のち福武文庫
- 『音のパレット』青土社 1984
- 『時のかたみ』新潮社 1984
- 『読書の歳月』筑摩書房 1985
- 『ものに逢える日』彩古書房 1985
- 『山川登美子 「明星」の歌人』講談社 1985　のち文芸文庫
- 『道づれのない旅』彩古書房 1985
- 『句歌春秋』新潮社 1987
- 『日本の恋歌』岩波新書 1987
- 『王朝文学とつき合う』新潮選書 1988 のちちくま文庫
- 『俳句によまれた花』潮出版社 1988
- 『比叡の雪』青土社 1989
- 『湖 自選短篇集』学芸書林 1989 ⁂
  - 収録作品「兵隊宿」「虚無僧」「蘭」「春」「迎え火」「降ってきた鳥」「湖」「花の下」「鶴」「神馬」「霊烏」「鮎の川」「儀式」
- 『日本の女歌』(NHK市民大学)日本放送出版協会 1989  日本放送出版協会(NHKライブラリー) 1998
- 『百人一首』(古典の旅) 講談社 1990  「百人一首を旅しよう」文庫
- 『丘の上の煙』青土社 1990
- 『朝の公園』読売新聞社 1991
- 『水の断章』淡交社 1991
- 『挨拶』福武書店 1992 ⁂
  - 収録作品「砂の柱」「朝の尺八」「小春日」「松風」「挨拶」「人力車」「茅蜩」「鵜飼のあと」「埠頭」「おとしぶみ」
- 『太宰府の秋』青土社 1993
- 『古今和歌集(古典を読む)』岩波書店 1993  のち同時代ライブラリー
- 『詞華断章』朝日新聞社 1994　のち文庫
- 『長城の風』新潮社 1994 ⁂
- 『国語の時間』読売新聞社 1994　のち河出文庫
- 『日本の文学論』講談社 1995　のち文芸文庫
- 『春・花の下』講談社文芸文庫　1995
  - 収録作品「ありてなければ」「去年の梅」「春」「迎え火」「夜の明けるまで」「春過ぎて」「市」「降ってきた鳥」「湖」「花の下」
- 『竹西寛子著作集』全5巻 新潮社 1996
- 『庭の恵み 古人とともに』河出書房新社 1997
- 『海からの風』青土社 1997
- 『山河との日々』新潮社 1998
- 『文学私記』青土社 2000
- 『哀愁の音色』青土社 2001
- 『贈答のうた』講談社 2002  のち文芸文庫
- 『自選竹西寛子随想集』全3巻 岩波書店 2002-03
- 『虚空の妙音』青土社 2003
- 『陸は海より悲しきものを 歌の与謝野晶子』筑摩書房 2004
- 『蘭 自選短篇集』集英社文庫 2005 ⁂
  - 収録作品「神馬」「兵隊宿」「虚無僧」「蘭」「小春日」「茅蜩」「市」「湖」「松風」「鮎の川」「鶴」
- 『京の寺奈良の寺 自選随想集』淡交社 2006
- 『「いとおしい」という言葉』青土社 2006
- 『言葉を恃む』岩波書店 2008
- 『望郷』青土社、2009
- 『五十鈴川の鴨』幻戯書房、2011　のち岩波現代文庫 ⁂
  - 収録作品「五十鈴川の鴨」「木になった魚」「くじ」「雲間の月」「椿堂」「桜」「船底の旅」「氷の枕」（文庫版には「松風」「挨拶」を併録）
- 『一瞬の到来』青土社、2011
- 『「あはれ」から「もののあはれ」へ』岩波書店、2012
- 『神馬／湖-竹西寛子精選作品集』中公文庫、2022 ⁂ (小説と随筆からなり、小説部分は1989年刊行の『湖 自選短篇集』である。)
- 『伽羅を焚く』青土社、2022

### 共著編・訳
- 『現代日本文学大系92』筑摩書房、1973
- 『現代の女流文学』毎日新聞社、1974
- 『筑摩現代文学大系97』筑摩書房、1978
- 『昭和批評大系5』番町書房、1978
- 『日本の原爆文学1』ほるぷ出版、1983
- 『日本の原爆文学4』ほるぷ出版、1983
- 『古美術読本　庭園』（編）淡交社 1987 のち光文社知恵の森文庫
- 『少年少女日本文学館21』講談社、1987
- 『竹西寛子の松尾芭蕉集・与謝蕪村集』(わたしの古典)集英社 1987  のち文庫
- 『昭和文学全集30』小学館、1988
- 『竹西寛子・倉橋由美子・高橋たか子』(女性作家シリーズ) 角川書店 1998
- 『蜻蛉日記』藤原道綱母（訳）週刊日本の古典を見る 世界文化社 2002